# Зграда звана „Турски конак” у Рачи
Зграда звана „Турски конак” у Рачи представља непокретно културно добро као споменик културе, решењем Завода за заштиту споменика културе у Крагујевцу бр. 97/1 од 5. марта 1968. године.
Конак се налазио на самом улазу у Рачу, на раскршћу главних улица која је својим изгледом доминирала овом варошицом. Била је то спратна зграда са свим одликама српске чаршије са краја 18. и почетка 19. века. Подигнута крајем 18. века, убрајала се у ред најстаријих грађевина како у Рачи тако и у овом делу Шумадије. Постављена на благо закошеном терену, имала је укопан подрум испод једног дела приземља. Грађена је у бондручној конструкцији са испуном од опеке старог формата. У приземном делу, окренутом према улици, налазио се простран трем са дрвеним стубовима који су носили испуштен спратни део. Са дворишне стране се такође налазио трем и у приземном и у спратном делу. Кров је био четвороводан, благог нагиба, покривен ћерамидом. Зграда је временом мењала функцију, па је тако и број и распоред просторија прилагођаван намени, било да се у њој налазио хан, конак, дућан или зграда за становање.
Овај вредан споменик народног градитељства је 2005. године срушен.